# 天主教古姆拉教區
天主教古姆拉教區 （拉丁語：Dioecesis Gumlaënsis）是印度一個羅馬天主教教區，屬蘭契總教區。
教區成立於1993年5月28日，位於賈坎德邦西南部古姆拉縣。2006年有教友153,231人（佔轄區總人口16.8%）、卅七個堂區、119名司鐸。現任教區主教為保祿‧類思‧拉克拉。